# Pogány von Cséb

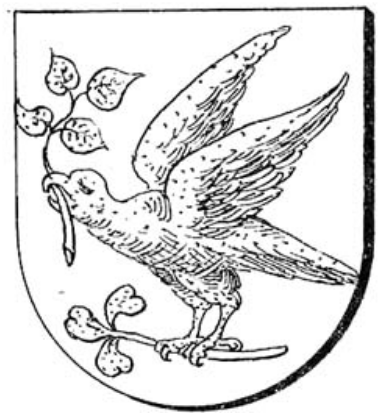
Stammwappen der Pogány von Cséb in Siebmachers Wappenbuch

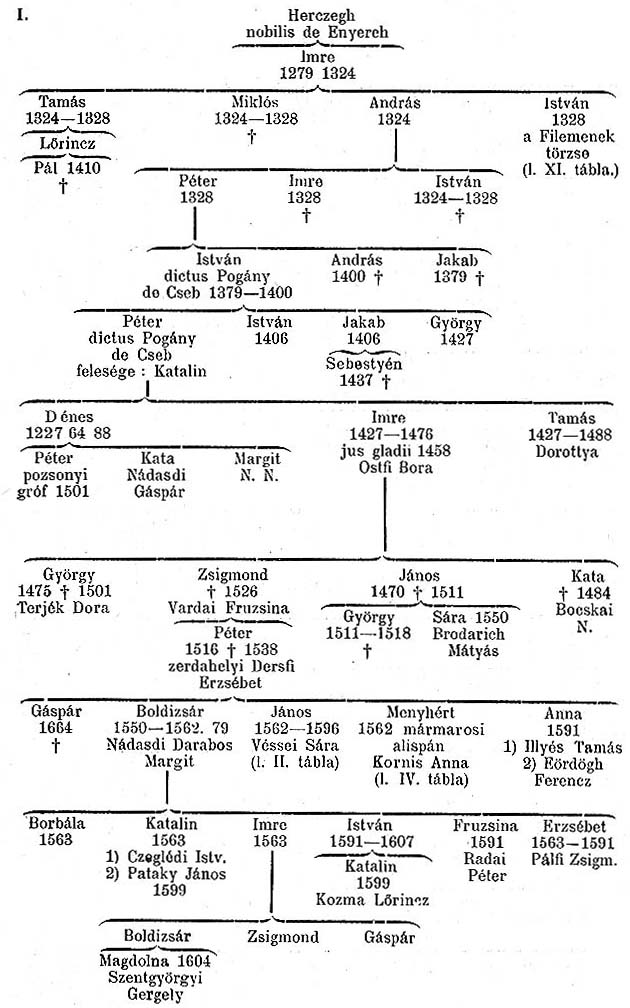
Stammbaum der Pogány von Cséb von den Anfängen bis zum 17. Jahrhundert

Die Pogány von Cséb sind ein altes Geschlecht des ungarischen Uradels aus dem Komitat Zala. Ihr Stammsitz befand sich in Cséb (Zalacséb).

## Geschichte
Als Ahnherr der Familie wird Herczeg de Enyere angeführt, dessen Sohn Emmerich am Übergang vom 12. und 13. Jahrhundert lebte (bl. 1279–1324). Am 7. April 1326 verlieh König Karl I. Emmerichs Sohn, Nikolaus (Miklós; bl. 1324–1328) und seinen Brüdern (Tamás, András und István) ein Helmkleinod, das einen goldenen Falken mit ausgebreiteten Flügeln und mit einem grünenden Zweig im Schnabel abbildete.
Fortgeführt wurde der Stammbaum durch Emmerichs Sohn András (bl. 1324), dessen Enkel, István von Enyere als erster den Namen „Pogány“ (deutsch: Heide) trug.

## Wappen

### Stammwappen
Auf dem ältesten erhaltenen Wappenbrief einer ungarischen Adelsfamilie ist u. a. ab Zeile 5 zu lesen: [...] cristam inferius descriptam, quae vulgo cymer dicitur, in forma avis scilicet falconis aurei habentis distensas blancas alas sub quibus folia deaurata in modum herbe vulgo luhere dicte pendent super cuius falconis nasum viridis ramusculus erectus existit folia habens aurea [...] (... den unten beschriebenen Helmschmuck, vulgo „cymer“, in Gestalt eines Vogels, d. h. eines goldenen Falken, mit ausgebreiteten weißen Flügeln, unter denen vergoldetes Gewächs, vulgo „luhere“ hängt, und über dessen Schnabel ein grünender Zweig mit goldenen Blättern ausgestreckt ist ...).
Durch die erste Erwähnung der Wörter címer (Wappen) und luhere (lóhere, Klee) ist die Urkunde auch für die ungarische Sprachforschung von Bedeutung.

### Späteres Wappen
Blasonierung: In Blau auf goldener Blätterkrone ein rot bekleideter gebogener Arm, in der Faust mehrere Kleeblätter haltend, auf welchem ein flugbereiter goldener Falke, der im Schnabel einen grün beblätterten grünen Zweig hält. Auf dem gekrönten Helm mit blau-goldenen und rot-silbernen Helmdecken die Schildfigur.

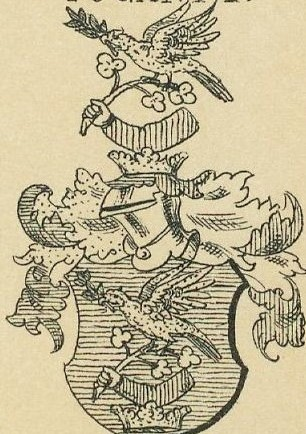
Das (wohl seit dem 17. Jh. benutzte) Wappen der Pogány von Cséb
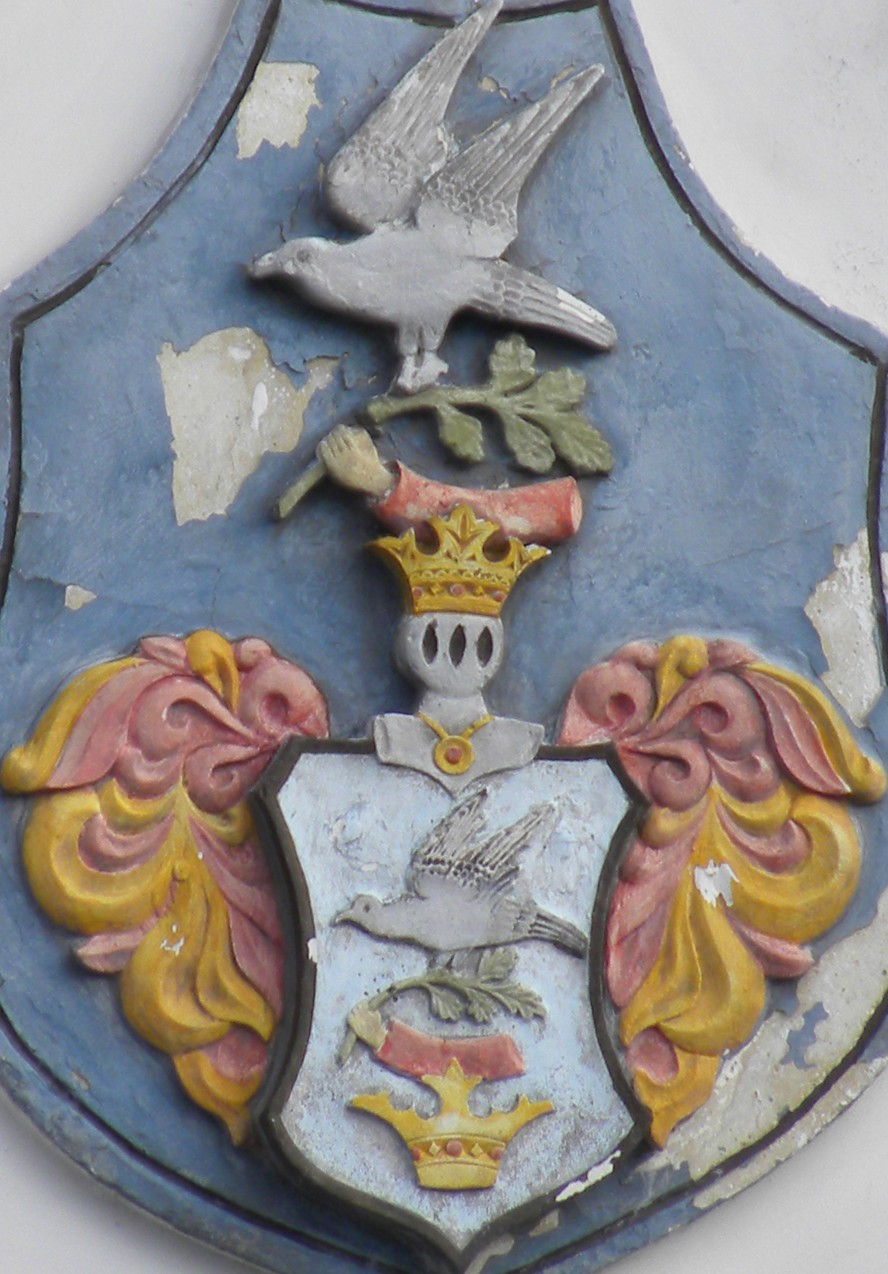
Das Wappen der Pogány von Cséb am Herrenhaus von Alajos Csébi Pogány in Dunakiliti